# Calibán (satélite)
Calibán és el segundo mayor satélite retrógrado irregular de Urano. Fue descubierto el 6 de septiembre de 1997 por Brett J. Gladman, Philip D. Nicholson, Joseph A. Burns, y John J. Kavelaars utilizando el telescopio Hale junto a Sicorax y su designación provisional fue S/1997 U 1. Debe su nombre al monstruo Calibán en la obra La tempestad de William Shakespeare. También es llamado Uranus XVI.
Los parámetros orbitales sugieren que este pueda pertenecer, junto a Stefano y al mismo cúmulo dinámico, lo que sugiere un origen común.
Su diámetro estimado es de 72 kilómetros (asumiendo un albedo de 0,04), lo que le convierte en el segundo satélite irregular más grande de Urano, con la mitad del tamaño de Sicorax, el satélite irregular más grande de Urano.
Informes algo inconsistentes colocan a Calibán en la categoría luz roja,(B-V=0.83 V-R=0.52, B-V=1.23 V-R=0.47) más rojo que Sicorax, pero menos rojo que los objetos del cinturón de Kuiper.
Su curva de luz sugiere un periodo de rotación de 2,7 h.